# 華邦電子
華邦電子股份有限公司（英語：Winbond Electronics Corp.）是台灣的電子科技公司，成立於1987年9月，1995年於台灣證券交易所掛牌上市。企業總部座落於台灣中部科學工業園區，是一家專業的利基型記憶體IC設計、製造與銷售公司，從產品設計、技術研發、晶圓製造到自有品牌行銷全球，提供中低密度利基型記憶體解決方案服務。
華邦產品包括利基型記憶體（Specialty DRAM）、行動記憶體（Mobile DRAM）以及編碼型快閃記憶體（Code Storage Flash Memory）。早期的技術源自日本東芝半導體，隨著2001技術母廠退出標準型記憶體市場後，就另尋新的合作夥伴-德國奇夢達集團繼續在記憶體市場上發展，但到了2009年奇夢達因不敵金融海嘯的衝擊也退出市場後，公司買下奇夢達的專利，並以此為基礎，開始自主研發之路，逐步轉向利基型的半導體市場發展。2017年9月宣布在高雄路竹園區投資新台幣3300億興建新一代的12吋晶圓廠。

## 營運及生產設施
- 台中市中部科學園區台中園區（中科廠）
- 高雄市南部科學園區高雄園區（高雄廠）

## 產品線
- 利基型動態隨機存取記憶體：主要應用在3C、車用、工業電子、醫療電子等相關領域。華邦目前為全球第五大品牌記憶體供應商。
- 行動記憶體：主要應用在手機、平板裝置、低耗電量的行動手持裝置，穿戴式裝置，消費性電子產品，及網通產品。華邦目前為全球第五大行動記憶體供應商。
- 編碼型快閃記憶體產品：應用遍及PC與及其周邊產品（硬碟機、光碟機、印表機、監視器）、行動手持裝置及其周邊產品模組、網通產品以及消費性電子產品、工業電子、車用電子、醫療電子及家電模組等相關領域。華邦目前為全球前二大Serial Flash供應商。

## 產品創新

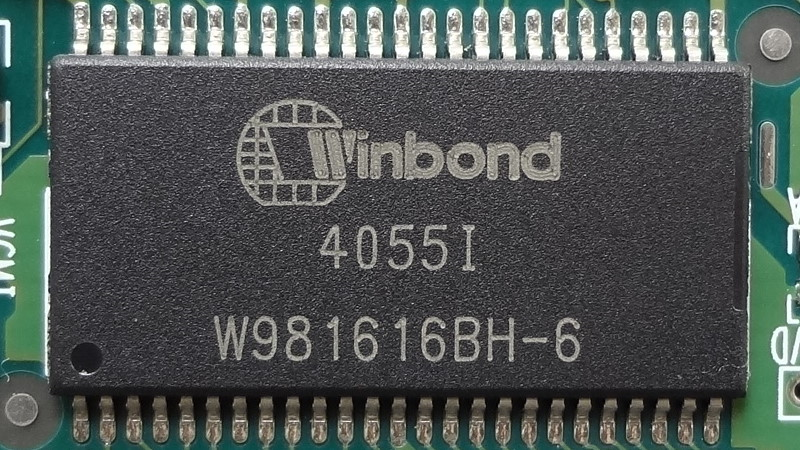
印有華邦電子第一代商標的華邦電子記憶體顆粒

在DRAM方面，華邦目前為台灣唯一具自主開發製程技術能力之DRAM廠商，2012年成功將46nm製程技術量產，2013年開始投入3Xnm製程技術的研發。
華邦於2007年推出Quad SPI序列式快閃記憶體，效能優於傳統序列式記憶體。由於此創新產品的推出，華邦在全球快閃記憶體的市佔率逐年提高，目前為全球序列式快閃記憶體前三大供應商之一。2014年，華邦推出1Gb以上之快閃記憶體，提供更大容量的編碼式快閃記憶體解決方案。